# اشکهران
اشکهران، مرکز دهستان گاوخونی جنوبی و روستایی از توابع بخش مرکزی شهرستان ورزنه در استان اصفهان ایران است.

## جمعیت
بر پایه سرشماری عمومی نفوس و مسکن در سال ۱۳۹۵ جمعیت این روستا ۱٬۴۶۳ نفر (۴۱۷خانوار) بوده‌است.